# Pennisetum intectum
Pennisetum intectum är en gräsart som beskrevs av Mary Agnes Chase. Pennisetum intectum ingår i släktet borstgräs, och familjen gräs. Inga underarter finns listade i Catalogue of Life.